# Antonio Maldonado Pérez
Antonio Maldonado Pérez (Málaga, España, 10 de junio de 1951) es un piloto privado de Aviación Civil y político español del Partido Socialista Obrero Español, alcalde de Mijas desde 1991 a 1996.

## Biografía
En 1979, tras las primeras elecciones municipales del periodo democrático, accedió a la Alcaldía de Mijas, cargo que revalidó en tres ocasiones consecutivas. Durante su mandato, también ocupó la presidencia de la Mancomunidad de Municipios de la Costa del Sol entre 1979 y 1984. 
En 1983 fue elegido presidente de la Diputación Provincial de Málaga, responsabilidad que ejerció hasta 1991, tras ser reelegido en 1987. Durante ese periodo, presidió la Caja de Ahorros Provincial de Málaga (1985-1988), desde donde promovió los primeros pasos para la creación de Unicaja, una de las principales entidades financieras andaluzas. Asimismo, entre 1989 y 1991 fue presidente del Patronato de Turismo de la Costa del Sol y de la Sociedad de Planificación Turística de la provincia de Málaga.
En las elecciones generales de 1993 fue elegido senador por la provincia de Málaga en representación del PSOE, permaneciendo en la Cámara Alta hasta 1996.
Posteriormente, fue presidente de la Sociedad del Hipódromo de la Costa del Sol. Tras abandonar el PSOE, fundó el Partido Socialista de Mijas (PSM), con el que concurrió a las elecciones municipales de 2003, obteniendo dos concejales.